# Български есперантист
Списание „Български есперантист“ е българско списание, орган на Българския есперантски съюз. Излиза от 1919 г.
То е сред най-старите списания в България. През годините главни редактори на списанието са били изтъкнати български журналисти, учени и филолози. Биха могли да се споменат имената на Атанас Данчев Атанасов /АДА/, филолог, един от най-авторитетните есперантисти в България, автор на учебници и преподавател по есперанто, на проф. д-р Стоян Джуджев, фолклорист, учен с международна известност, носител на Хердерова награда, на преподавателя по есперанто в Софийския университет „Св. Климент Охридски“ Кунчо Вълев, на познатия журналист Дончо Хитров и други. По различно време в списанието са публикували литературни, езикови статии и художествени творби известни български учени, есперантисти като проф. Иван Шишманов, проф. Стефан Младенов, проф. Петър Динеков и др. Списанието е било с различна периодичност. Излиза 4 пъти годишно на есперанто и се занимава не само с организационни проблеми, но и с културни, езикови и литературни теми. Негов главен редактор е Георги Михалков, съвременен български писател, автор на сборници с разкази, повести и пиеси не само на български, но и на есперанто. Творбите му от есперанто са преведени на различни езици в много страни от Европа, Азия и Америка. Преподавал е есперанто в Софийския университет „Св. Климент Охридски“ и често изнася лекции по въпросите на международния език на конференции и симпозиуми в различни страни.